# Słupca (Landgemeinde)
Die gmina wiejska Słupca ist eine selbständige Landgemeinde in Polen im Powiat Słupca in der Woiwodschaft Großpolen. Ihr Sitz befindet sich in der Stadt Słupca (deutsch Slupca). Die Landgemeinde, zu der die Stadt Słupca selbst nicht gehört, hat eine Fläche von 145 km², auf der (Stand: 31. Dezember 2020) 9313 Menschen leben.

## Geschichte
Von 1975 bis 1998 gehörte die Landgemeinde zur Woiwodschaft Konin.

## Geographie
Die Gemeinde liegt etwa 70 Kilometer östlich der Stadt Posen und 15 Kilometer östlich der Stadt  Września (Wreschen). Das Gebiet der Landgemeinde umfasst die Stadt Słupca im Westen, Süden und Osten.

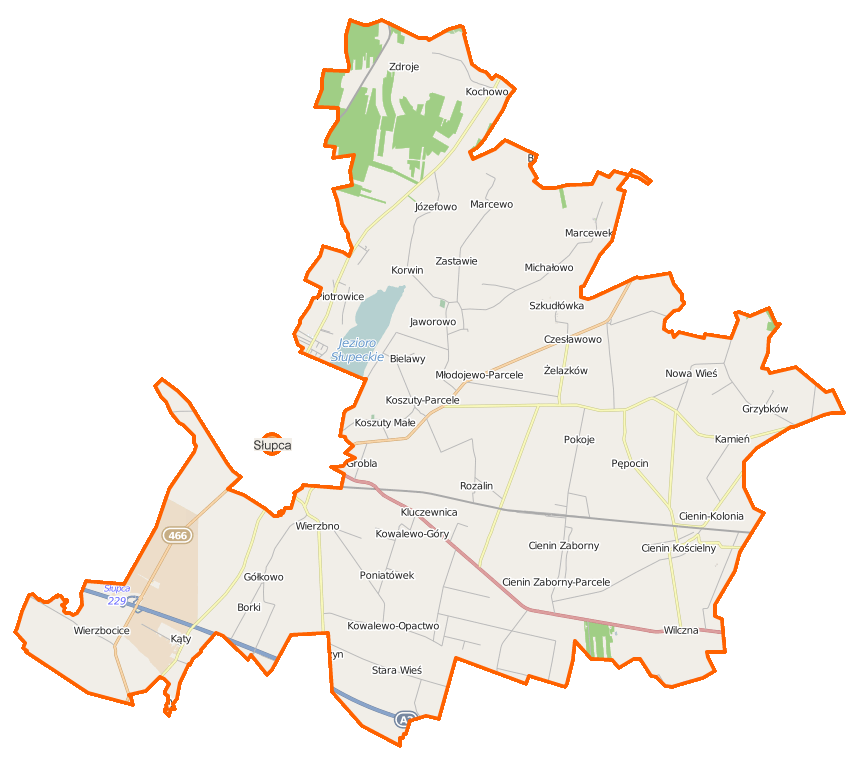
Karte der Landgemeinde

## Gemeindegliederung
Die Landgemeinde Słupca umfasst folgende 30 Ortschaften mit einem Schulzenamt:
Cienin Kościelny (1943–1945 Schattingen)
Cienin-Kolonia
Cienin Zaborny (1943–1945 Schattenwalde)
Drążna
Gółkowo
Kamień
Kąty
Kochowo
Korwin
Koszuty
Koszuty-Parcele
Kotunia
Kowalewo-Góry
Kowalewo-Opactwo
Kowalewo-Sołectwo
Marcewek
Marcewo
Młodojewo
Młodojewo-Parcele
Niezgoda
Nowa Wieś
Pępocin
Piotrowice (dt.: Peterwitz)
Pokoje
Poniatówek
Rozalin
Wierzbno
Wierzbocice
Wilczna
Wola Koszucka-Parcele
Weitere Ortschaften der Landgemeinde sind:
Benignowo
Bielawy
Borki
Cienin-Perze
Cienin Zaborny-Parcele
Czerwonka
Czesławowo
Grobla
Grzybków
Jaworowo
Józefowo
Kluczewnica
Koszuty Małe
Kowalewo Opactwo-Parcele
Kowalewo Opactwo-Wieś
Kunowo
Meszna
Michałowo
Piotrowice-Parcele
Posada
Rokosz
Róża
Sergiejewo
Szkudłówka
Zaborze
Zacisze
Zastawie
Żelazków